# Auriflama
Auriflama là một đô thị ở bang São Paulo, Brasil. Thành phố này có dân số (năm 2007) là 13.760 người, diện tích là 432,902 km², mật độ dân số 32,5 người/km². Auriflama nằm ở độ cao 482 m, cách thủ phủ bang São Paulo 700 km. Đô thị này nằm ở khu vực khí hậu nhiệt đới. Theo điều tra năm 2000, Auriflama này có:
- Tổng dân số 13.760 người, trong đó, dân số thành thị: 11.888, nông thôn: 1625 người.
- Nam giới: 6814, nữ giới: 6699 người.
- Mật độ dân số 31,22 người/km².
- Tuổi thọ: 72,09 năm.
- Tỷ lệ trẻ dưới 1 tuổi tử vong (trên 1 triệu): 14,28
- Tỷ lệ biết đọc biết viết: 88,97% dân số.
- Chỉ số phát triển con người: 0,747
- Tỷ lệ sinh (trẻ/bà mẹ): 1,96

Đô thị này giáp các đô thị: General Salgado, Guzolândia, Araçatuba và Jales